# Саммі Скютте
Саммі Скютте (дан. Sammy Skytte, нар. 20 лютого 1997, Сількеборг) — данський футболіст, півзахисник фарерського клубу «ГБ Торсгавн». Виступав також за низку данських і закордонних клубів.

## Клубна кар'єра
Саммі Скютте народився 1997 року в місті Сількеборг, та є вихованцем футбольної школи місцевого клубу «Сількеборг». У 2015 році Скютте розпочав грати в основній команді клубу, в якій виступав до 2018 року, взявши участь у 51 матчі чемпіонату. У 2018 році футболіст перейшов до клубу «Мідтьюлланд», проте в основному складі команди так і не зіграв, і в 2018—2019 роках грав у оренді в данському клубі «Горсенс» і норвезькому клубі «Стабек».
На початку 2020 року данський півзахисник перейшов до складу норвезького клубу «Буде-Глімт». У другій половині 2020 року, тепер на умовах постійного контракту, Скютте знову став гравцем клубу «Стабек». На початку 2022 року футболіст перейшов до румунського клубу «Конкордія» (Кіажна). З початку 2024 року Саммі Скютте грає у складі фарерського клубу «ГБ Торсгавн».

## Виступи за збірні
У 2014 році Саммі Скютте дебютував у складі юнацької збірної Данії, загалом на юнацькому рівні взяв участь у 15 іграх.
Протягом 2017—2018 років Скютте грав у складі молодіжної збірної Данії. На молодіжному рівні зіграв у 2 офіційних матчах.